# Marooned
Marooned – utwór instrumentalny z 1994 roku nagrany przez brytyjski zespół Pink Floyd, który wydany został na albumie The Division Bell (1994). Jest to jedyne dzieło grupy Pink Floyd, za które otrzymali amerykańską nagrodę branży muzycznej Grammy.
W 1994 roku w Holandii wydano singiel promocyjny na płycie CD (slimcase) z utworami „High Hopes” i „Marooned” (EMI HOPE 1).
Dwuminutowy fragment kompozycji, jako osobna ścieżka, umieszczono na albumie kompilacyjnym Echoes: The Best of Pink Floyd (2001).

## Powstanie utworu
Kompozycję napisali David Gilmour i Rick Wright. „Marooned” powstał podczas wspólnego jammowania Gilmoura i Wrighta na mieszkalnej barce Astoria. Słyszane w utworze dźwięki, takie jak szum fal morskich i odgłosy mew, mają nawiązywać do scenerii wyspy lub podobnych nadmorskich terenów. Gilmour zmodyfikował dźwięk gitary za pomocą urządzenia-pedału DigiTech Whammy by zmienić wysokość dźwięków nut o pełną oktawę. Przy powstawaniu i późniejszym nagrywaniu utworu „Marooned” Gimour po raz pierwszy wykorzystał to urządzenie.
W jednym z wywiadów Gilmour stwierdził, że gitarowy efekt uzyskiwany przez urządzenie DigiTech Whammy był inspiracją do powstania „Marooned”. Muzyk dodał, że „prawdopodobnie wykonałem trzy albo cztery podejścia z tym [urządzeniem] i wziąłem z każdego najlepsze kawałki”.

## Odbiór
Redakcja internetowego magazynu „Stereogum” napisała o kompozycji „Marooned”, że „wyróżnia się głównie jako utwór, którego brzmienie jest tak bliskie Pink Floyd, jak nic innego z ich nagrań z połowy lat 70. Utwór nawiązuje do znajomych samotnych melodyjnych gitarowych dyszkantów Gilmoura prowadzonych przez charakterystyczny nastrój i perkusyjny podkład Masona oraz nieocenione keyboardowe dewiacje Wrighta”. Z kolei na stronie popkulturowego magazynu internetowego „Vulture” opublikowano mniej przychylną opinię o utworze: „Marooned (tłum. odosobniony) to sposób, w jaki się czujesz słuchając tego bezbarwnego, trwającego pięć i pół minuty gitarowego solo”.
W 1995 roku zespół Pink Floyd został uhonorowany za kompozycję „Marooned” amerykańską nagrodą Grammy podczas 37. ceremonii w kategorii Best Rock Instrumental Performance.

## Teledysk
W kwietniu 2014 roku zrealizowano wideoklip do utworu „Marooned”, który nakręcono na Ukrainie. Krótki film został umieszczony na DVD dołączonym do specjalnej edycji albumu The Division Bell, którą wydano w 2014 roku (w 20. rocznicę premiery wydawnictwa). Klip został wyreżyserowany przez brytyjskiego grafika Aubreya Powella. Materiał został nagrany w opuszczonym mieście Prypeć. Materiał zawiera sekwencję wideo z zarejestrowaną z kosmosu, która jest własnością amerykańskiej agencji NASA.

## Na koncertach
„Marooned” był grany na żywo tylko trzykrotnie przez członków grupy. Dwukrotnie utwór wybrzmiał w 1994 roku, gdy zespół Pink Floyd wykonał go podczas dwóch koncertów w Oslo w Norwegii (29–30 sierpnia), które były częścią trasy koncertowej The Division Bell – zapis jednego z tych wykonań zawarto w bonusowej części wydawnictwa DVD Pulse. Dziesięć lat później Gilmour wykonał tę kompozycję (na Stratocasterze #0001) podczas koncertu charytatywnego The Strat Pack, który odbył się z okazji 50-lecia gitary Fender Stratocaster na rynku.

## Personel
Źródło: 
Pink Floyd
- David Gilmour – gitary
- Richard Wright – syntezatory marki Kurzweil, fortepian
- Nick Mason – bębny, perkusja

Pozostali
- Jon Carin – keyboardy (dodatkowe)
- Guy Pratt – gitara basowa